# Conus nux
El caracol cono (Conus nux), comúnmente conocida como cono, es una especie de molusco gasterópodo perteneciente a la familia Conidae1. Habita en zonas poco profundas con substrato arenosos y rocosos2.

## Clasificación y descripción
Su concha es de forma cónica con una espiral poco elevada. De color café claro con un moteado irregular de color marrón más obscuro. Abertura estrecha. El canal anal que presenta es de color morado2. Vive hasta los 10 m de profundidad2,3.

## Distribución
La especie se distribuye desde el Golfo de California hasta el norte de Perú, incluyendo las islas Revillagigedo, Cocos, Clipperton y Galápagos. Es la especie de cono más común en el Pacífico oriental2,3.

## Ambiente
Habita en aguas con fondos arenosos2,3.

## Estado de Conservación
La distribución de Conus nux  coincide con la presencia de diversas áreas protegidas, por lo que este puede considerar como indirectamente protegida. Hasta el momento en México no se encuentra en ninguna categoría de protección. En la Lista Roja de la IUCN (International Union for Conservation of Nature) está considerada como de preocupación menor (LC = Least Concern). Tiene una amplia distribución y no se colecta de manera extensiva. No se piensa que esté sujeta a amenazas mayores y es comúnmente encontrada en Áreas Naturales Protegidas, por lo que se encuentra en la categoría de preocupación menor.